# محمد عيسى صالحية
محمد عيسى عبد الله صالحية (1941 - 2010) هو مؤرخ وكاتب فلسطيني.

## حياته
ولد محمد صالحية في عنابة في 20 ذو القعدة 1360 هـ/ 10 كانون الأول 1941، اكمل الدراسة الثانوية عام 1959، حاصل على إجازة جامعية في التاريخ من جامعة دمشق عام 1965، وعلى الماجستير من جامعة عين شمس عام 1970، عن أطروحته: دراسة وتحقيق "الفضل المزيد على بغية المستفيد في أخبار مدينة زبيد" لابن الدبيع الشيباني، والدكتوراه من الجامعة نفسها عام 1973، عن أطروحته: دراسة وتحقيق مخطوط "روح الروح فيما جرى بعد المائة التاسعة من الفتن والفتوح 900-1029 هـ" لعيسى بن لطف الله المطهر. وان من أبرز أعماله "المعجم الشامل للتراث العربي المطبوع" بالاشتراك مع محمد المعصراني.

## عضوية
- مدرس في جامعة بنغازي من 1973 - 1977 م.
- مدرس في الكويت من عام 1977 - 1980 م، وفي جامعة الكويت من عام 1980 - 1990م.
- عميد البحث العلمي في جامعة عمان الأهلية 1998 - 1999.
- أستاذ في جامعة اليرموك منذ 1991.
- عضو مجلس الأمناء في جامعة عمان الأهلية عام 1999 م.
- عضو مجلس الدراسات العليا بجامعة اليرموك عام 199 - 2000 م.
- عضو لجنة تحكيم جوائز عبد الحميد شومان.
- رئيس تحرير مجلة البلقاء للبحوث في جامعة عمان الأهلية عام 1998-1999.
- عضو لجنة الدراسات العليا بكلية الآداب في جامعة اليرموك عام 1997.
- عضو لجنة وضع خطة جامعة آل البيت في قسم التاريخ للبكالوريوس والماجستير 1996.
- عضو هيئة تحرير مجلة المسكوكات عام 1994 - 1996.
- عضو لجنة المخطوطات.
- عضو هيئة مجلة المتحف العربي في وزارة الإعلام بالكويت عام 1985-1987.
- رئيس وحدة الأبحاث في جامعة بنغازي.

## مؤلفاته
1. إمام محمد المنصور والتدخل العثماني في اليمن، 1307-1322 هـ/1889-1904م.
2. إمام يحيى وبناء الدولة اليمنية الحديثة، 1337 - 1342 هـ/ 1918 - 1923.
3. القول السديد في اختيار الاماء والعبيد
4. المخترع في فنون من الصنع
5. المعجم الشامل للتراث العربي المطبوع
6. الموفي بمعرفة التصوف والصوفي
7. إسهامات العرب في علم النبات
8. بحوث ومقالات في الحضارة العربية الإسلامية
9. تغريب التراث العربي بين الدبلوماسية والتجارة: الحقبة اليمانية
10. در المنثور في سيرة مولانا امير المئمنين الامام المنصور
11. رحلة الشيخ الطنطاوي إلى بلاد الروسية 1840 - 1850 المسماة بتحفة الأذكياء بأخبار بلاد الروسشيا
12. رسالة في تاريخ مدينة جدة: السلاح والعدة في تأريخ بندر جدة
13. رسالة نادرة في شري وتقليب العبيد
14. سجل أراضي لواء القدس حسب الدفتر 342، تاريخه 970 ھ/1562 م
15. سجل أراضي ألوية: صفد، نابلس، غزة، وقضاء الرملة: حسب الدفتر رقم 312 تاريخه 964 هـ/1557م
16. سيرة الإمام يحيى بن محمد حميد الدين: المسماة كتيبة الحكمة من سيرة إمام الأمة
17. صقر.. والصيد عند العرب
18. فتويان بشأن القدس وقبر النبي داود عليه السلام
19. كتاب أنس الملا بوحش الفلا
20. ليلة خلع السلطان عبد الحميد الثاني: رواية شاهد عيان مستلة من مخطوط، تقييد حوادث إنشاء تجديد الجهاد الثاني
21. مدينة القدس: السكان والارض (العرب واليهود)، 1275-1368هـ / 1858-1948م
22. معدن النوادر في معرفة الجواهر
23. مفتاح الراحة لأهل الفلاحة
24. من وثائق الحرم القدسي الشريف المملوكية
25. فضل المزيد على بغية المستفيد في اخبار مدينة زبيد

## روابط خارجية
- لقاء مع محمد صالحية على اليوتيوب